# Madison megye (Nebraska)
Madison megye az Amerikai Egyesült Államokban, azon belül Nebraska államban található. Megyeszékhelye Madison, legnagyobb városa Norfolk. Lakosainak száma 35 585 fő (2020. április 1.). Madison megye Pierce, Platte, Stanton, Antelope, Boone és Wayne megyékkel határos.

## Népesség
A megye népességének változása:
| Lakosok száma | 34 949 | 35 024 | 35 113 | 35 278 | 35 039 | 35 585 |
|               | 2010   | 2011   | 2012   | 2013   | 2015   | 2020   |